# Francesco Monti
Pour les articles homonymes, voir Francesco Monti (homonymie).
Francesco Monti (Bologne, 1685 - Brescia, 14 avril 1768) est un peintre italien baroque.

## Biographie
D'abord élève de Sigismondo Caula à Modène (1700-1703), puis de Giovanni Gioseffo dal Sole à Bologne, Francesco Monti a travaillé à  Brescia, commençant, en 1738, les fresques de la voûte de l'église Santa Maria della Pace, en 1741, celles de Santo Spirito avec Zanardi, puis à San Maurizio, pour l'église Patrocinio en 1746, à Santa Maria del Carmine et dans d'autres églises rurales comme San Zeno, Capo di Ponte, Chiari, Sale Marasino, Zone et à Coccaglio (de 1745 à 1754).

## Œuvres
- Le Banquet d'Ahasuerus, musée d'art d'Indianapolis
- Mort de sainte Anne, église de San Zeno al Foro, Brescia
- Francesco Morosini se bat contre les Turcs à Candie, 1659, Musée Correr

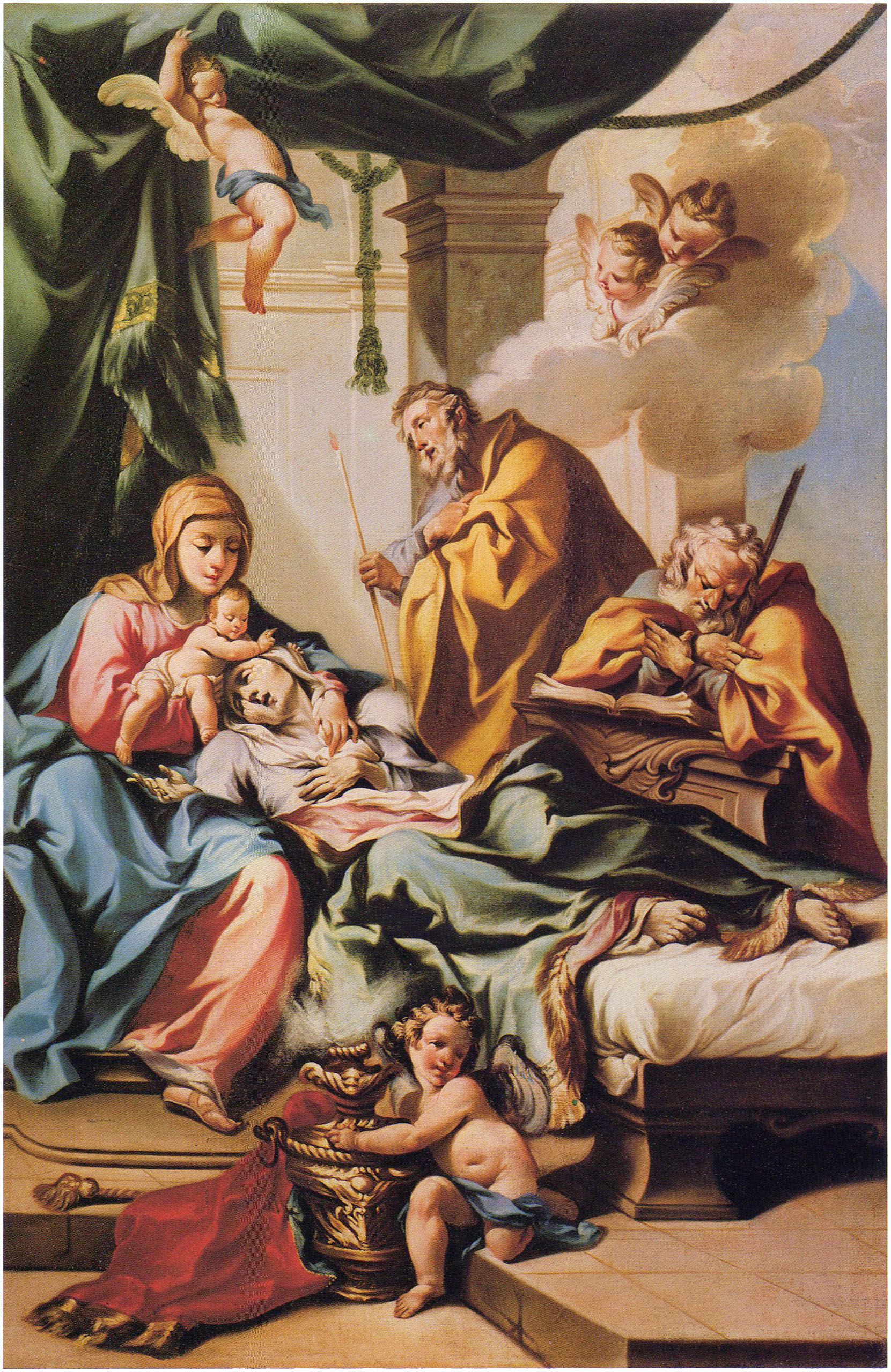
La Mort de sainte Anne, église de San Zeno al Foro, Brescia.
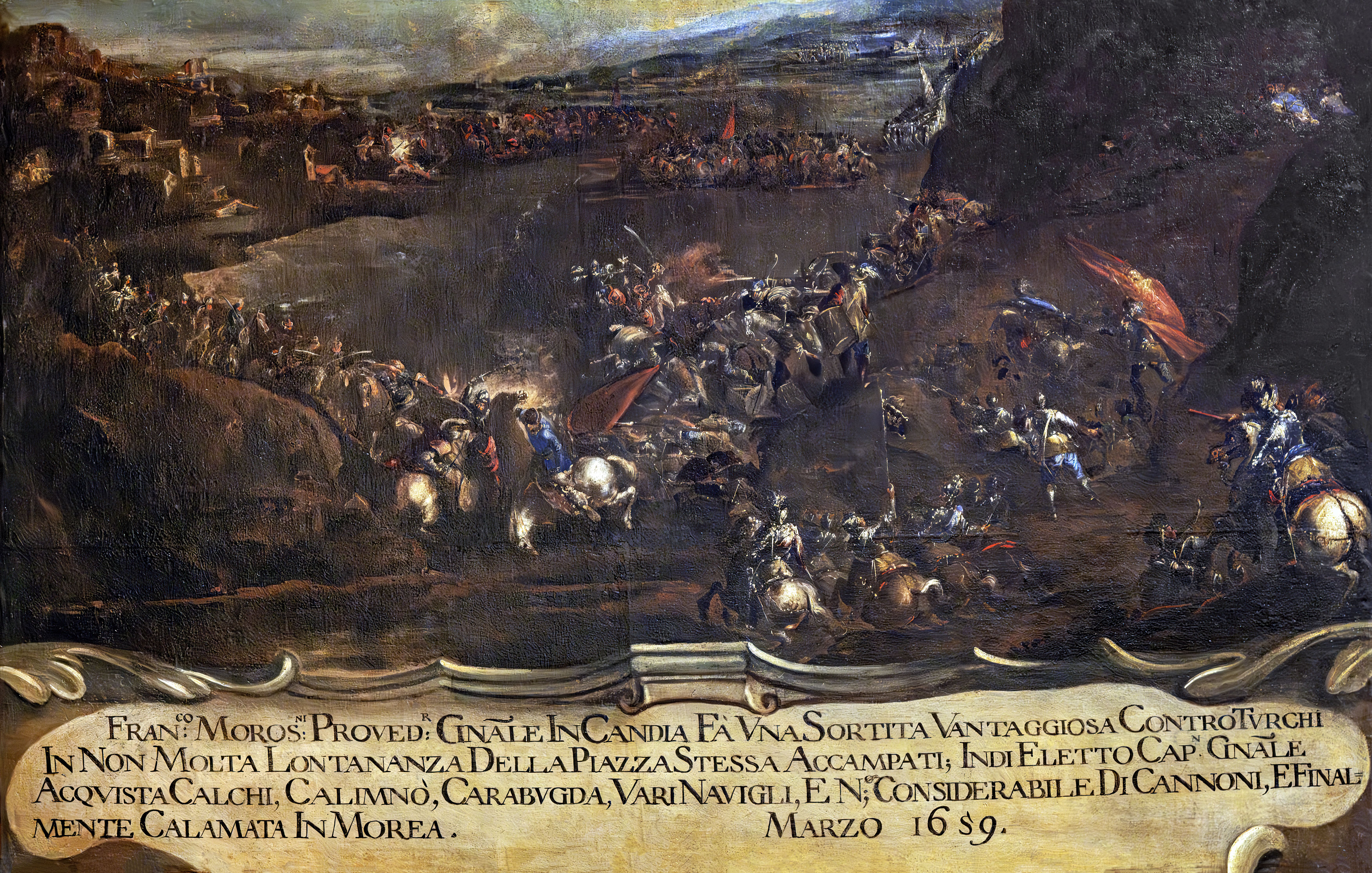
Francesco Morosini se bat contre les Turcs à Candie, 1659, Musée Correr.

## Sources
- (en) Cet article est partiellement ou en totalité issu de l’article de Wikipédia en anglais intitulé « Francesco Monti (Bologna) » (voir la liste des auteurs).